# Atlautla
Atlautla är en kommun i Mexiko. Den ligger i sydöstra delen av delstaten Mexiko och cirka 70 km sydost om huvudstaden Mexico City. Den administrativa huvudorten i kommunen Atlautla är Atlautla de Victoria, med 10 967 invånare år 2010.
Kommunen hade sammanlagt 27 663 invånare vid folkräkningen 2010. Kommunens area är 162,06 kvadratkilometer. Atlautla tillhör regionen Texcoco.
Atlautla är mest känt för vulkanen Popocatépetl, vars västra del tillhör kommunen. Kommunpresident sedan 2016 är Mauro Sánchez Marín från PRI.

## Orter
De fem största samhällena i Atlautla var enligt följande vid folkräkningen 2010.
1. Atlautla de Victoria, 19 967 invånare.
2. San Juan Tehuixtitlán, 6 743 invånare.
3. San Juan Tepecoculco, 3 790 invånare.
4. San Andrés Tlalamac, 3 497 invånare.
5. Popo Park, 1 214 invånare.